# Allodromia testacea
Allodromia testacea är en tvåvingeart som först beskrevs av Axel Leonard Melander 1927.  Allodromia testacea ingår i släktet Allodromia och familjen puckeldansflugor. Inga underarter finns listade i Catalogue of Life.